# Fredrik Pacius
Fredrik Pacius eller Friedrich Pacius, född 19 mars 1809 i Hamburg, Tyskland, död 8 januari 1891 i Helsingfors, var en tysk-finländsk tonsättare och violinist. Han kallas ibland för "den finska musikens fader".

## Biografi
Pacius var musikelev till Ludvig Spohr och Moritz Hauptmann i Kassel. Han anställdes som violinist i Kungliga hovkapellet 1828 i Stockholm, blev "musiklärare" (det vill säga musikdirektör) vid Helsingfors universitet 1834 och utnämndes till professor 1860, samt blev hedersdoktor 1877.
Fredrik Pacius levde större delen av sitt liv i Finland och kallas ibland för "den finska musikens fader". Han tonsatte 1848 Johan Ludvig Runebergs dikt Vårt land som inleder Fänrik Ståls sägner. På Floradagen den 13 maj 1848 uruppfördes denna tonsättning av dikten på Gumtäkts äng i Helsingfors. Sången framfördes av Akademiska Sångföreningen till ackompanjemang av Gardets Musikkår under Pacius ledning. Denna dikt och tonsättning är idag Finlands nationalsång. Musiken används även i den estniska nationalsången, Mu isamaa, mu õnn ja rõõm, men med annan text.
Pacius opera Kung Karls jakt var den första operan som skrevs i Finland. 
Han är begravd på Sandudds begravningsplats i Helsingfors.

## Kompositioner
- Orkesterverk
  - Symfoni i d-moll (1850)
  - Ouvertyr i Ess-dur (1826)
  - Violinkonsert i fiss-moll (1845)
- Vokala verk
  - kantater
  - lieder
- Kammarmusik
  - Stråkkvartett i Ess-dur (1826)

## Operor
- Kung Karls jakt (1852, uppförd 1856 i Stockholm) i samarbete med författaren och historiken Zacharias Topelius.
- Prinsessan av Cypern (1860)
- Loreley (1887)

## Övrigt
Kantater, orkesterstycken, en- och flerstämmiga sånger.

## Utmärkelser
- Sankt Stanislausorden, tredje klass,  1856[8]
- Riddare av Vasaorden,  1857[8]
- Kommendör av Isabella den katolskas orden,  1882[8]

[Redigera Wikidata]